# 原肠胚

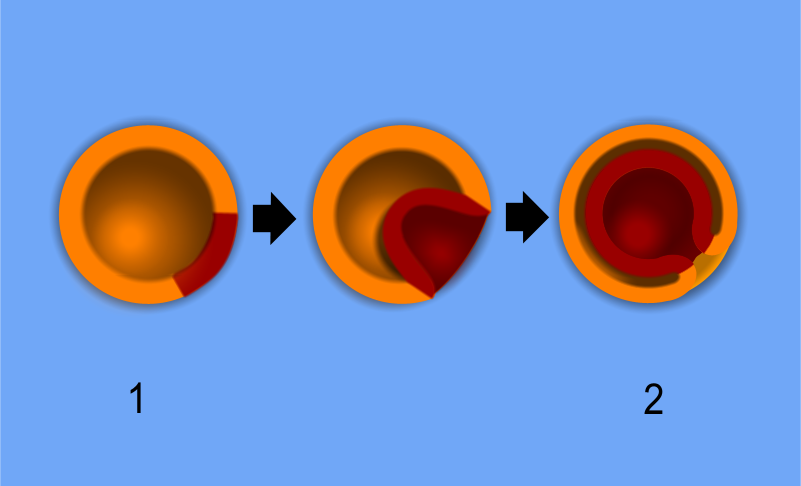
原肠胚

原肠胚（gastrula）是动物胚胎發育的一个阶段。
当细胞分裂成为囊胚之后，会经过一段称为原肠形成的型态发生过程，之后形成原肠胚。原肠形成过程有许多不同方式，能够大致分成5种：
- 内陷式（Invagination） - 植物极的细胞向胚胎内部凹陷，最后穿过胚胎在另一端开口，值得注意的是，后来出现的开口会成为动物的口部，原先的凹陷处则成为肛门，后口动物因此得名，例如海胆的内胚层。
- 内转式（Involution）- 植物极的细胞向内沿囊胚腔内壁增生，外部则被动物极细胞取代，例如青蛙的中胚层。
- 内移式（Ingression）- 特定地方的细胞在分裂之后，移动到其他特定的位置，例如海胆的中胚层、果蝇的神经母细胞。
- 分层式（Delamination）- 外层的细胞滑动，原本只有一层的细胞增生为两层，例如哺乳类与鸟类的下胚叶（hypoblast）。
- 外包式（Epiboly）- 外层的细胞扩张，向植物极的凹陷处挤压，逐渐向囊胚腔内壁移动成为两层，例如青蛙与海胆的外胚层。

动物的胚胎利用这5种方式形成了外胚层、中胚层与内胚层的组合，而这三种胚层在之后会形成各种细胞。例如由内胚层发展而来，具有多潜能性的的间叶细胞，可以分化成纤维母细胞、软骨母细胞、硬骨母细胞、脂肪细胞、平滑肌细胞、横纹肌母细胞、造血母细胞等等。

## 发育
原肠胚期发育成3个胚层，外胚层、中胚层和内胚层。
- 外胚层发育成为皮肤，指甲，鼻，口，肛门，眼球晶状体，视网膜以及神经系统。
- 内胚层发育成为内消化道，呼吸道，肝，胰及其他腺体。
- 中胚层发育成为身体的排泄系统（英语：Excretory system），循环系统和运动系统。